# 北京大學醫學部——澳門理工大學護理書院
北京大學醫學部——澳門理工大學護理書院（葡萄牙語：Academia de Enfermagem do Centro de Ciências da Saúde da Universidade de Pequim e da Universidade Politécnica de Macau），簡稱“護理書院”；創立於2021年，前身為北京大學醫學部——澳門理工學院護理書院，因應澳門理工學院於2022年3月1日更名為澳門理工大學，該書院同步更為現名。該書院於2021年8月起有首批學生就讀。現時書院院長為劉明教授和尚少梅教授。

## 歷史
2021年6月8日，由北京大學醫學部與澳門理工學院簽署學術合作協議成立北京大學醫學部——澳門理工學院護理書院，聯合開辦護理學學士學位課程，共同培養護理學專業學生。

## 開辧之學位課程
- 護理學學士學位課程[5]